# Palazzo di Alessandro
Il Palazzo di Alessandro (in russo Александровский дворец?, Aleksandrovskij dvorec) è una reggia a Carskoe Selo, vicino a San Pietroburgo. È principalmente conosciuto per essere stato la residenza preferita dell'ultimo zar, Nicola II (1894-1917), e della sua famiglia. Si trova nel Parco di Alessandro, non molto distante dal più grande Palazzo di Caterina.

## Epoca di Alessandro I
Il Palazzo di Alessandro venne costruito nel ritiro imperiale di Carskoe Selo; venne commissionato da Caterina la Grande per il nipote preferito, il futuro imperatore Alessandro I di Russia, in occasione del suo matrimonio con la granduchessa Elizaveta Alekseevna, nata principessa Luisa Maria di Baden.
Il grazioso edificio neoclassico venne progettato da Giacomo Quarenghi e costruito tra il 1792 ed il 1796 e tutti concordarono che l'architetto aveva superato sé stesso nel creare un capolavoro. Nel 1821, un quarto di secolo dopo, il figlio dell'architetto scrisse:
Un'interessante storia riguardante la sua costruzione è quella che riguarda la scoperta di un fiume sotterraneo mentre gli operai stavano scavando le fondazioni dell'edificio; attualmente questo corso d'acqua scorre sotto la hall semicircolare. Il granduca Alessandro utilizzò il palazzo come propria residenza estiva fino alla fine dei regni della nonna Caterina e del padre, Paolo I; quando divenne sovrano egli stesso decise invece di risiedere nel vicino Palazzo di Caterina.

## Epoca di Nicola I

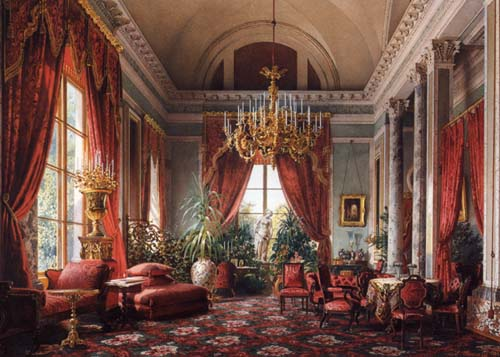
Salotto Cremisi del Palazzo di Alessandro, in acquerello di Luigi Premazzi, 1855 circa

Alessandro I diede il palazzo al fratello, il futuro Nicola I, per utilizzarlo durante l'estate. Da quel momento in poi divenne la residenza estiva dell'erede al trono. Dal 1830 al 1850 vennero effettuati estesi interventi di ridecorazione seguendo i disegni di Cerfolio, Thon, Yefimov Stakenschneider e altri. L'aspetto delle stanze private e formali del palazzo durante il regno di Nicola I può essere osservato nei pregiati acquerelli di Hau, Premazzi e Volsky, datati tra il 1840 ed il 1860. La famosa Sala della Montagna, con all'interno un grande scivolo per i figli di Nicola I, venne costruita in questo periodo; Nicola e la sua famiglia vivevano nel palazzo dall'inizio della primavera fino a fine maggio e, dopo un breve periodo a Krasnoe Selo durante le manovre militari, ritornavano al Palazzo di Alessandro per restarvi fino ad autunno inoltrato. Nel 1842 la coppia imperiale celebrò le proprie nozze d'argento con una serie di serate di gala, tra cui un torneo medioevale. Due anni dopo la famiglia imperiale pianse il lutto della granduchessa Aleksandra Nikolaevna (1825-1844), figlia di Nicola I, che era nata nel palazzo e che vi trascorse gli ultimi mesi della sua vita. Il 19 ottobre 1860 l'imperatrice Aleksandra Feodorovna morì anch'essa nel palazzo; in seguito lo zar Alessandro III stabilì i suoi appartamenti nell'ala destra del palazzo.

## Epoca di Nicola II

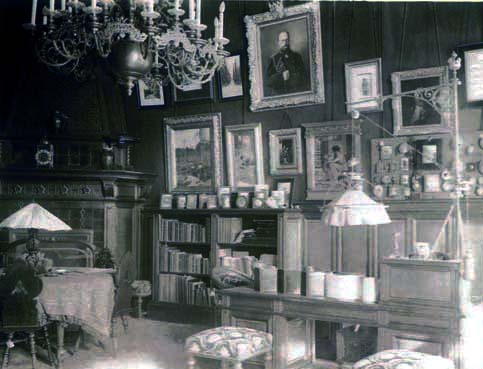
Il Nuovo Studio di Nicola II al Palazzo di Alessandro in una fotografia precedente al 1918

Il Palazzo di Alessandro è però maggiormente famoso per il ruolo che giocò durante il regno dell'ultimo zar, Nicola II: lui e la moglie Alessandra Feodorovna avevano da sempre amato questo palazzo e decisero di farne la loro residenza permanente dopo la Domenica di Sangue del 1905, che rese il Palazzo d'Inverno troppo pericoloso per i sovrani. La coppia imperiale ricavò da quella che era la sala da ballo a due piani la Sala d'Acero ed il Nuovo Studio; aggiunsero inoltre delle nuove stanze per i loro figli al piano superiore. Con orrore della corte, l'imperatrice Alessandra, assieme al suo architetto Meltzer, scelse uno stile delle decorazioni moderno per l'epoca, lo Jugendstil o Art Nouveau, considerato dall'aristocrazia come "borghese" e non certo imperiale: la più famosa delle stanze rimodernate fu il Salotto Malva di Alessandra.
Durante il regno di Nicola II il palazzo venne cablato per portarvi l'elettricità e venne dotato di un sistema telefonico; nel 1899 fu installato un ascensore idraulico che collegava gli appartamenti dell'Imperatrice con le stanze delle granduchesse e dello zarevic al secondo piano. In seguito, con il diffondersi del cinema, venne anche costruita una cabina per la proiezione di film nella Sala Semicircolare.
Durante i tormentati anni della guerra e della rivoluzione, le mura monumentali del Palazzo di Alessandro isolarono la famiglia imperiale dal mondo esterno. Pierre Gilliard, tutore dello zarevic Alessio, aveva libero accesso a questo sancta sanctorum: nelle sue memorie ricordò che la vita dei Romanov a Carskoe Selo era meno formale che in altre residenze. A parte alcune rare eccezioni, la corte non abitava al Palazzo di Alessandro. La famiglia imperiale si riuniva informalmente attorno al tavolo all'ora del pasto, senza servitori, a meno che non ci fossero alcuni parenti in visita. Questo quadretto idilliaco era sorvegliato dal sorriso tristemente profetico della regina Maria Antonietta di Francia, ritratta assieme ai figli sulla tappezzeria della Sala d'Angolo; questo era stato un regalo del presidente francese Émile Loubet durante la sua visita in Russia del 1902.
Nicola II abdicò al trono russo il 2 marzo 1917; tredici giorni dopo fece ritorno al Palazzo di Alessandro, non più come Imperatore e Autocrate di Tutte le Russie, bensì come colonnello Romanov. La sua famiglia venne quindi mantenuta agli arresti domiciliari e confinata in alcune stanze del palazzo, controllata da una guardia armata di baionetta. Il regime della loro prigionia, regolato dal primo ministro Kerenskij stesso, impose delle severe limitazioni alla vita quotidiana della famiglia imperiale: isolamento dall'esterno, sorveglianza durante le loro passeggiate nel parco, divieto di qualunque tipo di contatto o corrispondenza, a parte alcune lettere che dovevano essere vagliate.
Gilliard annotò:

## Periodo dopo la rivoluzione

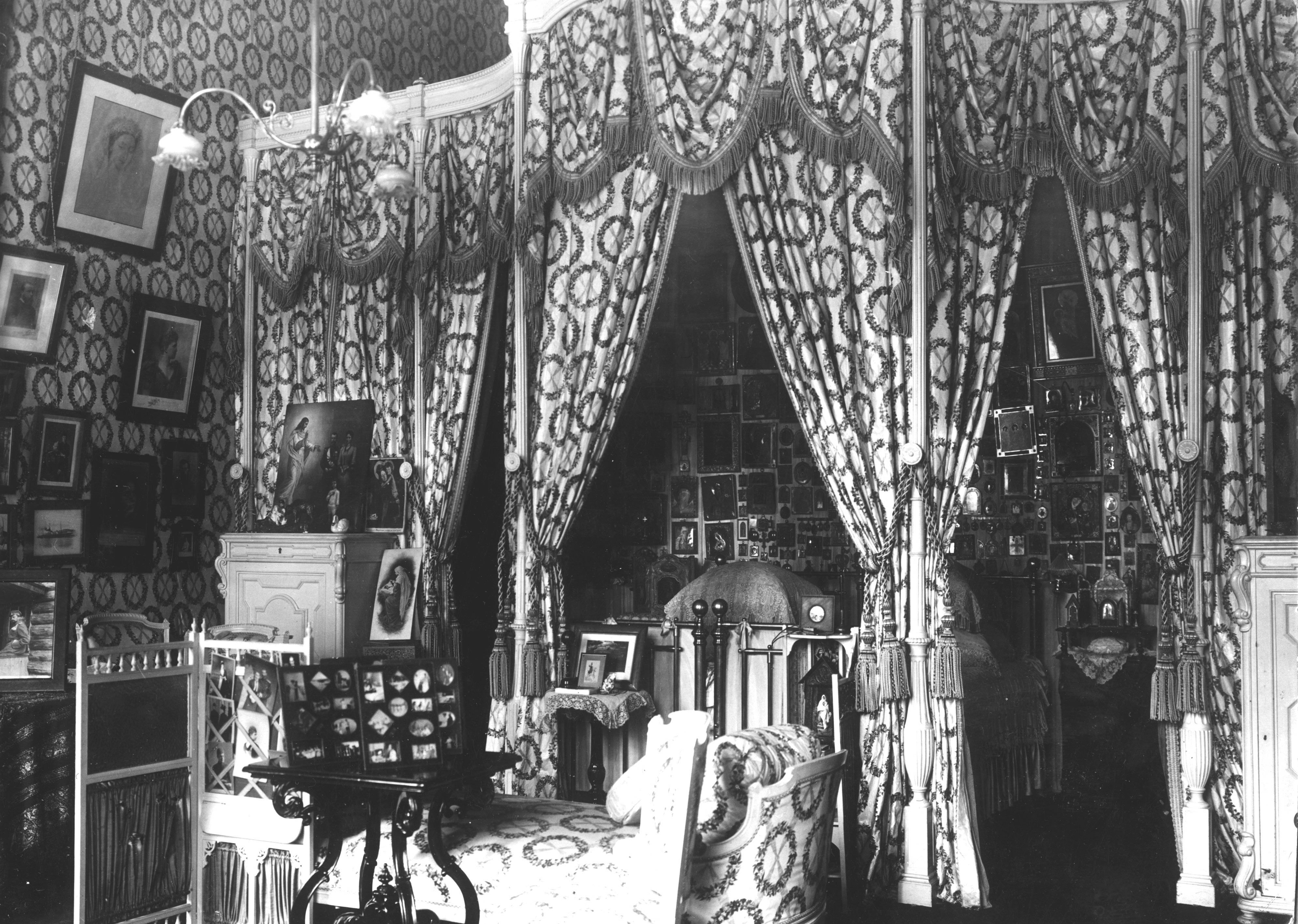
La stanza da letto dell'imperatrice Alessandra Feodorovna in una fotografia precedente al 1918

Dietro ordine diretto di Kerenskij, la famiglia imperiale venne trasferita in treno a Tobol'sk, in Siberia, la mattina del 1º agosto 1917. Da quel momento e fino allo scoppio della seconda guerra mondiale, il Palazzo di Alessandro divenne un museo; con lo scoppio del conflitto però i pezzi d'arredamento di maggior valore vennero evacuati e trasferiti nella Russia più interna. Il resto del mobilio e degli oggetti vennero invece nascosti nelle fondazioni durante l'occupazione nazista. Durante gli anni di guerra il palazzo venne utilizzato come quartier generale per il comando militare tedesco; l'area di fronte all'edificio fu invece convertita a cimitero per i soldati delle SS. Collezioni artisticamente e storicamente uniche vennero in parte distrutte, infatti, non appena le forze tedesche si apprestarono a lasciare la Russia, numerosi palazzi suburbani vennero incendiati, ma fortunatamente il Palazzo di Alessandro venne risparmiato. Esso venne quindi utilizzato come deposito per oggetti artistici che stavano per essere riportati nell'area di San Pietroburgo. In seguito si decise di non fare del palazzo un museo e fu quindi assegnato alla Marina Sovietica; funse inoltre da orfanotrofio ed i bambini che vi vennero ospitati distrussero parte del secondo piano, dove erano situate le stanze dei cinque figli dello Zar.

## Periodo attuale
Fino a non molto tempo fa il palazzo è stato visto come poco più di un complemento al bellissimo Parco di Alessandro. Pochi conoscevano che le sale di rappresentanza al suo interno erano state conservate o che i palazzi di Caterina o di Pavlovsk contenevano pregiati candelieri, lampade, ritratti e numerosi altri manufatti artistici creati specificamente per il Palazzo di Alessandro. Pochi si resero conto che, nell'ala sinistra del palazzo, erano presenti delle decorazioni risalenti all'ultimo imperatore di Russia, ancora intatte. Nell'estate del 1997 in quest'ala venne aperta una mostra permanente: attualmente alcuni elementi del Salotto dei Ricevimenti, del Nuovo Studio di Nicola II e del Salottino d'Angolo di Alessandra Feodorovna sono stati ricreati e forniscono uno sfondo per mostre di costumi storici, armi e oggetti d'arte. Nello studio di Nicola II, dove è stato ricreato il suo ambiente di lavoro, è appeso un ritratto del padre di Nicola, Alessandro III, dipinto dal grande artista russo Valentin Aleksandrovič Serov. In una sezione del palazzo i visitatori possono ammirare dei vestiti indossati dall'ultima famiglia imperiale di Russia e delle uniformi della corte dello Zar.